# Охонько Олександр Васильович
Олександр Васильович Охонько — український військовий лікар, кандидат медичних наук, полковник медичної служби.

## Стислі відомості
Станом на 2013 рік — головний лікар Військово-медичного управління СБУ.
У 2014 році начальник навчально-тренувального центру Української військово-медичної академії.
На початку 2018 року ТВО начальника Головного військово-медичного управління — начальник медичної служби Збройних сил України.
З 2018 року на посаді заступника начальника Української військово-медичної академії з навчальної роботи.